# SS President Coolidge
El SS President Coolidge fue un transatlántico de lujo estadounidense que se completó en 1931. Fue operado por Dollar Steamship Lines hasta 1938, y luego por American President Lines hasta 1941. Tras la entrada de EE.UU en la Segunda Guerra Mundial sirvió como buque de transporte desde diciembre de 1941 hasta octubre de 1942, cuando fue hundido el 26 de octubre de 1942 por chocar contra minas colocadas por los estadounidenses (error de fuego amigo) en Espíritu Santo en las Nuevas Hébridas en la Base Naval de Espíritu Santo, parte del actual Vanuatu. El President Coolidge tenía un barco gemelo, el SS President Hoover, terminado en 1930 y perdido cuando encalló por un tifón en 1937.

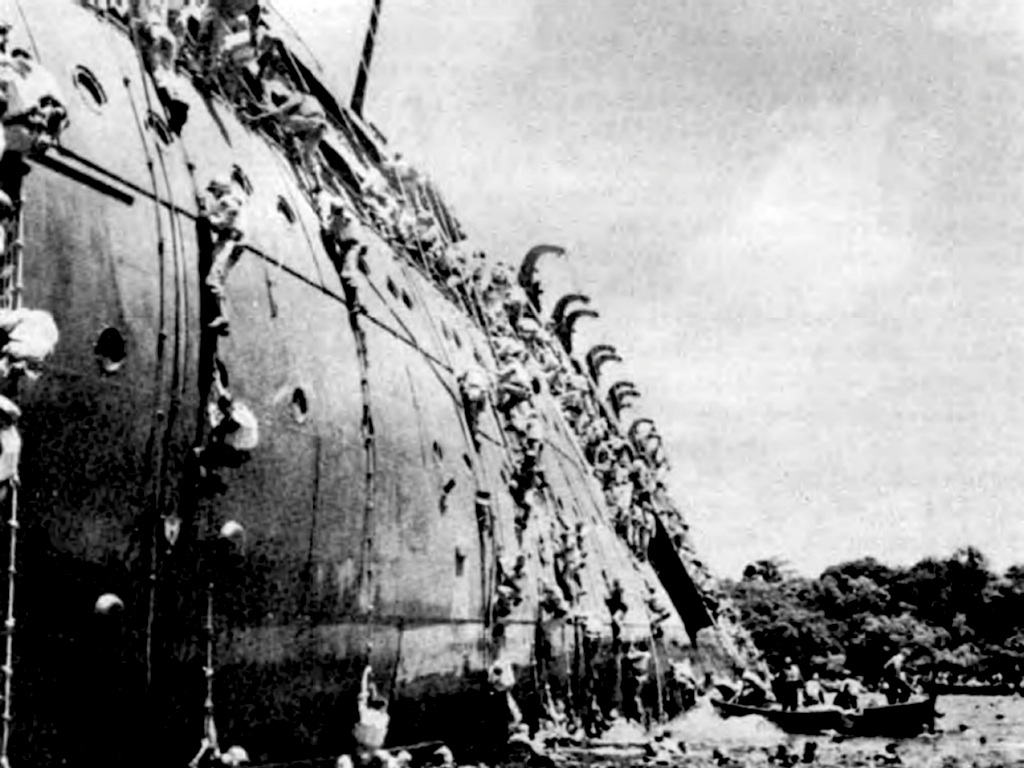
Abandono tras encallar del SS President Coolidge